# 进出中组部

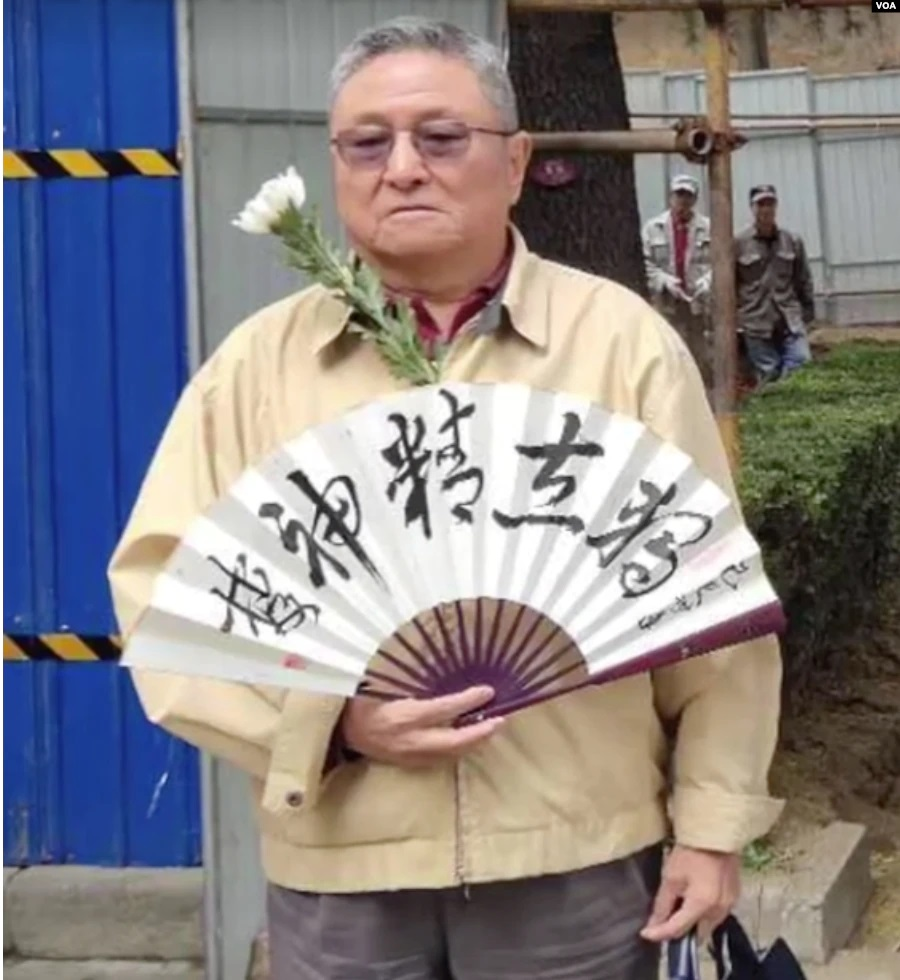
作者閻淮

《进出中组部：一个红二代理想主义者的另类人生》是前中共中央组织部干部阎淮著长篇回忆录，李锐、杨继绳作序，2017年明镜出版社出版。

## 内容
书中提到陈元说过：“统治阶级要有统治意识。”“对干部子女政策的出发点应是阶级利益，它是阶级政策的一部分。”本书写了陈元、薄熙成的提拔过程。

## 评论
- 杨继绳序：“我对陈元校友的『阶级自觉性』十分震撼。我认为，披露了这个奥秘，这正是阎淮先生这本书的价值所在。”
- 张比：“本书的内容，时间跨度很大，空间则从国内的学校、工厂、机关到国外的研究机构，领域相当广阔。由此我们看到了一个真实的阎淮，也看到了一个真实的中国官场和政坛。”